# Nérée Morin
Nérée Morin, né le 11 mai 1866 à Sainte-Hélène et mort le 9 juin 1927 à Québec, est un homme politique québécois. Il est député de Kamouraska de 1920 à 1927.

## Biographie
Il est né à Sainte-Hélène, près de Kamouraska, de l'union d'André Morin, cultivateur, et d'Henriette Marchand. Cultivateur, il devient également marchand général et fait le commerce des animaux de boucherie en plus de diriger une beurrerie-fromagerie.
Du 1er juillet 1913 au 20 juin 1916, il est commissaire à la Commission scolaire de Sainte-Hélène. Il devient conseiller municipal de Sainte-Hélène en 1910 avant d'en devenir le maire en 1914. Lors de l'élection partielle de 1909, il se porte candidat libéral indépendant dans la circonscription provinciale de Kamouraska, mais il retire sa candidature quelques jours avant le scrutin. Il retente sa chance lors d'une autre élection partielle, en 1920, sous la bannière du Parti libéral du Québec. Il remporte cette élection et sera réélu en 1923 et 1927. Il est mort en fonction, le 9 juin 1927 à Québec.